# Garryales
Garryales Mart. è un ordine di piante angiosperme eudicotiledoni appartenente al clado dei Lamiidi (o Euasteridi I).

## Tassonomia
L'ordine comprende due famiglie e tre generi:
- Eucommiaceae Engl.
  - Eucommia Oliv. (1 specie)
- Garryaceae Lindl.
  - Aucuba Thunb. (10 spp.)
  - Garrya Douglas ex Lindl. (17 spp.)